# Силы обороны Шанхая
Силы обороны Шанхая (англ. Shanghai Defence Force) — воинский контингент, созданный Британским правительством для защиты жизней и имущества иностранных подданных в Шанхайском международном сеттльменте во время гражданской войны 1920-х годов в Китае.
После Синьхайской революции 1912 года Китай оказался разделённым между враждующими военными группировками. Партия Гоминьдан с целью объединения страны военным путём начала в 1926 году Северный поход. В конце года войска НРА вошли в трёхградье Ухань, и 1 января 1927 года Ханькоу был объявлен гоминьдановцами новой столицей Китая. 4 января 1927 года городские массы совместно с бойцами НРА захватили территорию английской концессии в Ханькоу.
Чтобы не допустить подобного разграбления британского имущества в Шанхае, по требованию командующего Китайской станцией в феврале 1927 года были созданы Силы обороны Шанхая под командованием генерал-майора сэра Джона Дункана. Для расквартирования войск был реквизирован Королевский колледж, там же был размещён и армейский госпиталь. Для оказания воздушной поддержки Королевские ВВС создали в Гонконге Китайское командование королевских ВВС.
Накал ситуации снизился уже в августе. В декабре 1927 года Силы обороны Шанхая были расформированы.